# Phoenix Suns 1996-1997
La stagione 1996-97 dei Phoenix Suns fu la 29ª nella NBA per la franchigia.
I Phoenix Suns arrivarono quarti nella Pacific Division della Western Conference con un record di 40-42. Nei play-off persero al primo turno con i Seattle SuperSonics (3-2).

## Roster
| N° | Naz.                   | Ruolo | Sportivo         | Anno | Alt. | Peso |
| -- | ---------------------- | ----- | ---------------- | ---- | ---- | ---- |
| 1  | Stati Uniti (bandiera) | A     | Cedric Ceballos  | 1969 | 198  | 86   |
| 2  | Stati Uniti (bandiera) | AC    | Mark Bryant      | 1965 | 206  | 111  |
| 3  | Stati Uniti (bandiera) | G     | Rex Chapman      | 1967 | 193  | 84   |
| 4  | Stati Uniti (bandiera) | G     | Michael Finley   | 1973 | 201  | 98   |
| 7  | Stati Uniti (bandiera) | G     | Kevin Johnson    | 1966 | 185  | 82   |
| 10 | Stati Uniti (bandiera) | G     | Dexter Boney     | 1970 | 193  | 84   |
| 10 | Stati Uniti (bandiera) | G     | Sam Cassell      | 1969 | 191  | 84   |
| 11 | Stati Uniti (bandiera) | G     | Wesley Person    | 1971 | 198  | 88   |
| 13 | Canada (bandiera)      | G     | Steve Nash       | 1974 | 191  | 88   |
| 15 | Stati Uniti (bandiera) | AC    | Danny Manning    | 1966 | 208  | 104  |
| 17 | Messico (bandiera)     | AC    | Horacio Llamas   | 1973 | 211  | 129  |
| 18 | Stati Uniti (bandiera) | AC    | Hot Rod Williams | 1962 | 211  | 98   |
| 20 | Stati Uniti (bandiera) | G     | Rumeal Robinson  | 1966 | 188  | 88   |
| 23 | Stati Uniti (bandiera) | AC    | Wayman Tisdale   | 1964 | 206  | 109  |
| 25 | Stati Uniti (bandiera) | A     | Robert Horry     | 1970 | 206  | 100  |
| 27 | Stati Uniti (bandiera) | G     | Tony Dumas       | 1972 | 198  | 86   |
| 32 | Stati Uniti (bandiera) | G     | Jason Kidd       | 1973 | 193  | 93   |
| 35 | Stati Uniti (bandiera) | C     | Joe Kleine       | 1962 | 211  | 116  |
| 40 | Stati Uniti (bandiera) | C     | Loren Meyer      | 1972 | 208  | 117  |
| 43 | Stati Uniti (bandiera) | A     | Ben Davis        | 1972 | 206  | 109  |
| 45 | Stati Uniti (bandiera) | AC    | Mike Brown       | 1963 | 206  | 117  |
| 45 | Stati Uniti (bandiera) | AC    | A.C. Green       | 1963 | 206  | 100  |
| 52 | Stati Uniti (bandiera) | A     | Chucky Brown     | 1968 | 201  | 97   |

## Staff tecnico
- Allenatori: Cotton Fitzsimmons (0-8) (fino al 14 novembre)[1], Danny Ainge (40-34)
- Vice-allenatori: Danny Ainge (fino al 14 novembre), Paul Silas, Donn Nelson, Frank Johnson (dal 20 febbraio)
- Preparatore atletico: Joe Proski
- Assistente preparatore: Aaron Nelson
- Preparatore fisico: Robin Pound